# Sinopoda microphthalma
Sinopoda microphthalma là một loài nhện trong họ Sparassidae. S. microphthalma được Jean-Louis Fage miêu tả năm 1929.